# マラアワフ
マラアワフ(Malawachまたはmalawah、アラビア語: الملوح、ヘブライ語: מלאווחまたはמלווח)は、イエメンの主食となる揚げパンである。
パンケーキに似て、油脂を塗ったパフペイストリーの薄い層からなり、フライパンで平たく揚げられる。伝統的にはトマトのディップ、固茹で卵、スクッグ（辛いソース）とともに供される。また、蜂蜜が添えられることもある。
イエメン・ユダヤ人のイスラエルへの移民を通じて、イスラエル自体の郷土食となった。冷凍のマラアワフは、様々なレシピでパン生地の代わりに用いられる。
マラアワフの製法、味、質感は、南インドのパロタ（またはケーララ州のパラタ）、北インドのラチャパラタに似ている。どちらも層状の平らなパンで、インド料理では人気がある。